# Jean-Marie Bayol

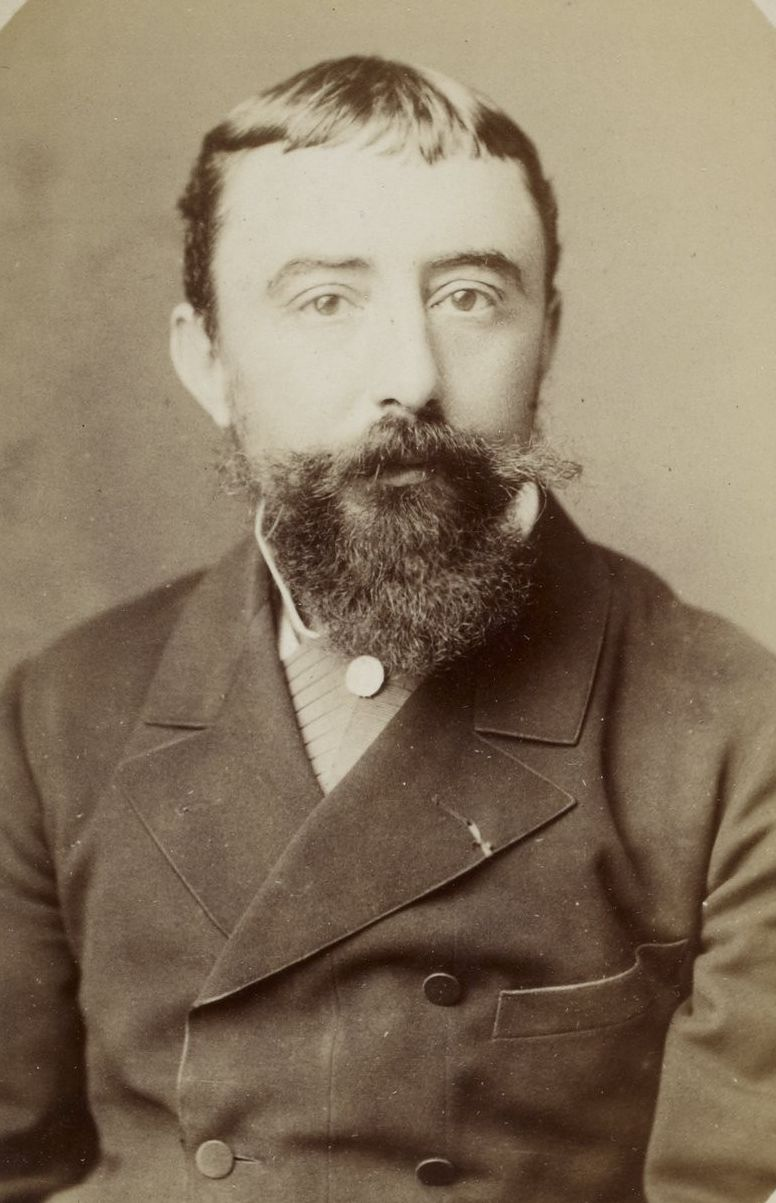
Jean-Marie Bayol (1883)

Jean-Marie Bayol (* 24. Dezember 1849 in Eyguières; † 3. Oktober 1905 in Paris) war ein französischer Politiker. Er war von 1903 bis 1905 Mitglied des Senats.
Bayol studierte in Montpellier Medizin, stand ab 1869 in Diensten der französischen Marine und promovierte im Jahr 1874. Mit der Marine hielt er sich häufig in Französisch-Westafrika auf und war dort ab 1881 an Expeditionen beteiligt. 1887 wurde Bayol zum Gouverneur Guineas und wurde 1889 zum Offizier der Ehrenlegion ernannt. Im selben Jahr wurde er als Folge eines Konflikts mit Einheimischen mehrere Monate in Abomey gefangen gehalten. 1892 wurde er zum Rücktritt vom Gouverneursposten gedrängt und kehrte nach Frankreich zurück. Im Département Bouches-du-Rhône wurde er 1898 in den Generalrat gewählt. 1903 gelang ihm der Einzug in den Senat, wo er sich den gemäßigten Linken anschloss. Er starb 1905 vor Ablauf seines Mandats.